# Чаваш
Чаваш — річка у Республіці Тива, Росія, впадає у річку Хам-Сира за 10 км від її гирла, належить до басейну Єнісею. Довжина водотоку 132 км, площа басейну 4800 км².

## Притоки
У Чаваш впадають такі річки (км від гирла):
- Арт-Чоол (Кудургалиг) (10 км)
- Казас (Кара-хем) (20 км)
- Урун-суг (25 км)
- Кизил-Хая (34 км)
- Оруктуг-хем (45 км)
- Чазилиг-хем (47 км)
- Річка без назви (53 км)
- Кадир-Ос (69 км)
- Хуннуг (69 км)
- Ажиг (Улуг-Ажик) (84 км)
- Холь-оя-Хем (92 км)[1]